# Natriumklorit
Natriumklorit är ett salt av natrium och kloritjoner med formeln NaClO2.

## Egenskaper
Jämfört med andra kloriter är natriumklorit stabilt och är därför den största källan till klorit.
Natriumklorit har UN-nummer 1496.

## Framställning
Natriumklorit framställs genom att lösa klordioxid i en lösning av natriumhydroxid (NaOH) och reducera den med väteperoxid (H2O2).
{\displaystyle {\rm {2\ ClO_{2}+2\ NaOH+H_{2}O_{2}\rightarrow 2\ NaClO_{2}+2\ H_{2}O+O_{2}}}}

## Användning
Natriumklorit används huvudsakligen för att producera klordioxid för blekning av pappersmassa och klorering av dricksvatten och simbassänger. Fördelen med att klorera med klordioxid i stället för klor är att det inte bildas trihalometaner såsom kloroform av organiska föroreningar.
Natriumklorit används också som desinficeringsmedel i tandkräm och munvatten, som rengöringsvätska för kontaktlinser (varunamn Purite) och för rengöring av ventilationssystem (varunamn Oxine).